# 경희대학교 한의학역사박물관
경희대학교 한의학역사박물관(慶熙大學校 韓醫學歷史博物館)은 경희대학교에서 운영하는 한의학관련 자료들을 전시하는 박물관이다. 2000년 한의학자료관으로 개장하여 2006년 현재의 장소로 확장 이전하였다.

## 전시
고전 의서, 임상기록, 한의학에 관련한 유물 등을 시대별로 구분하여 전시하고 있으며 일반인도 관람이 가능하다. 토요일, 일요일, 공휴일은 휴관한다.

### 문화재
- 대한민국의 국가등록문화재 제503호 청강 김영훈 진료기록물 21건 955점[4]